# Arroio del Sauce (Arroio Conventos)
O Arroio del Sauce é um curso de água uruguaio no departamento de Cerro Largo.
A sua nascente é a Coxilha Grande, sua foz é o arroio Conventos perto da cidade de Melo.